# L'uomo delle stelle
L'uomo delle stelle (en español: El hombre de las estrellas) es una película italiana de 1995 producida por Rita Cecchi Gori y Vittorio Cecchi Gori, dirigida por Giuseppe Tornatore y protagonizada por Sergio Castellitto. Esta película fue propuesta como candidata al Oscar a la mejor película de habla no inglesa.

## Argumento
Ambientada en la Sicilia de 1953, Joe Morelli (Sergio Castellito) viaja en un camión, llevando una tienda de campaña y una cámara: se presenta como enviado por una importante compañía de cine en Roma e invita a todos a hacer audiciones por la suma de 1500 liras, prometiendo fama y dinero mediante una posible carrera como actor o actriz de cine. En cada lugar su llegada despierta entusiasmo, tanto de chicos como de grandes.
Ante su cámara desfilan, entre otros, bandidos que habían pasado a la clandestinidad y hasta un sargento de la policía, que no puede resistir la tentación de ser filmado mientras recita un pasaje de la Divina Comedia. Sería él, después de unos meses, quien desenmascararía a Morelli como charlatán y estafador. El material de la película que él usa ha expirado y está inutilizable.
Además de su detención y escarnio en público, de camino a la cárcel, Morelli también debe someterse a la venganza de una familia de dudosa reputación, cuyo miembro más influyente había fingido su entierro y posterior funeral. Con la complicidad del sargento, y a su pesar, lo "entrega" por unos pocos minutos, siendo despiadadamente golpeado y humillado ante los ojos de Beata, una chica joven, hasta ese momento casi en el anonimato, con quien Joe había tenido una relación sentimental y que se enamoró de él, con la esperanza de que la llevase lejos de aquel lugar.
Morelli, después de haber cumplido su condena, la busca, hasta encontrarla en un hogar de ancianos, irreversiblemente traumatizada por el golpe sufrido. Ella no lo reconoce y solo alcanza a balbucear frases incoherentes. A Morelli no le queda más remedio que recuperar su camioneta, donde Beata había vivido mucho tiempo, y dejar Sicilia, pensando en todo aquel montón de gente que él había visto desfilar por su tienda de campaña, en las muestras casi siempre espontáneas que no se grabaron en la película, sino solo en su memoria.

## Final alternativo
En realidad, el verdadero final previsto por Tornatore (que no se pudo grabar por problemas de presupuesto), preveía que Morelli, después de cruzar el Estrecho de Mesina, encontrase por casualidad en Calabria a un director, Pietro Germi, en el rodaje de una película " Il brigante di Tacca del Lupo"  y que por casualidad acabara en posesión de la película caducada de Morelli. Pocos días después al revelarla en Roma, vería en cámara lenta las caras de las personas entrevistadas allá en Sicilia todas superpuestas (puesto que Morelli filmaba una y otra vez sobre el mismo material). Quedando impresionado, procuraría encontrar al autor de todo ello, y lo encontraría, ya viejo y en estado lamentable, en una sala de cine en la capital en cuya pantalla él se imagina a sí mismo y a su querida Beata como actores.